# هنسون اسپرینگز (آلاباما)
هنسون اسپرینگز (به انگلیسی: Henson Springs) یک منطقهٔ مسکونی در ایالات متحده آمریکا است که در شهرستان لامار، آلاباما واقع شده‌است. هنسون اسپرینگز ۱۰۷٫۹ متر بالاتر از سطح دریا قرار دارد.